# Jean Ranc
Jean Ranc (Montpellier, 28 de enero de 1674-Madrid, 1 de julio de 1735) fue un retratista rococó francés, que sirvió en la corte de Luis XV de Francia y de Felipe V de España.

## Biografía
Alumno y seguidor de Hyacinthe Rigaud, desde 1723 se colocó como pintor de cámara en la corte del monarca español Felipe V, de origen francés. Se volcó en la producción de retratos dentro del estilo pomposo típico de la época. Entre sus obras destaca La familia de Felipe V, ambicioso retrato colectivo del que solo subsiste un modelo a pequeño formato (Museo del Prado) ya que el original a gran formato quedó inconcluso y se quemó en el Alcázar de Madrid.
Mantuvo serias disputas con su colega Michel-Ange Houasse por celos artísticos y deseos de sobresalir en la Corte. El incendio del Alcázar, ocurrido en la Navidad de 1734, que destruyó por completo la antigua residencia de los Austrias, se inició en la habitación de Ranc, que tenía problemas de visión. En el lugar que ocupaba dicho edificio se construyó el actual Palacio Real de Madrid. Jean Ranc murió seis meses después del incendio, sumido en una fuerte depresión.
Su obra Vertumno y Pomona (Montpellier, Museo Fabre), arquetipo de belleza rococó en el siglo XVIII, pudo haber inspirado alguno de los cartones para tapices de Francisco de Goya, como El quitasol.

## Galería

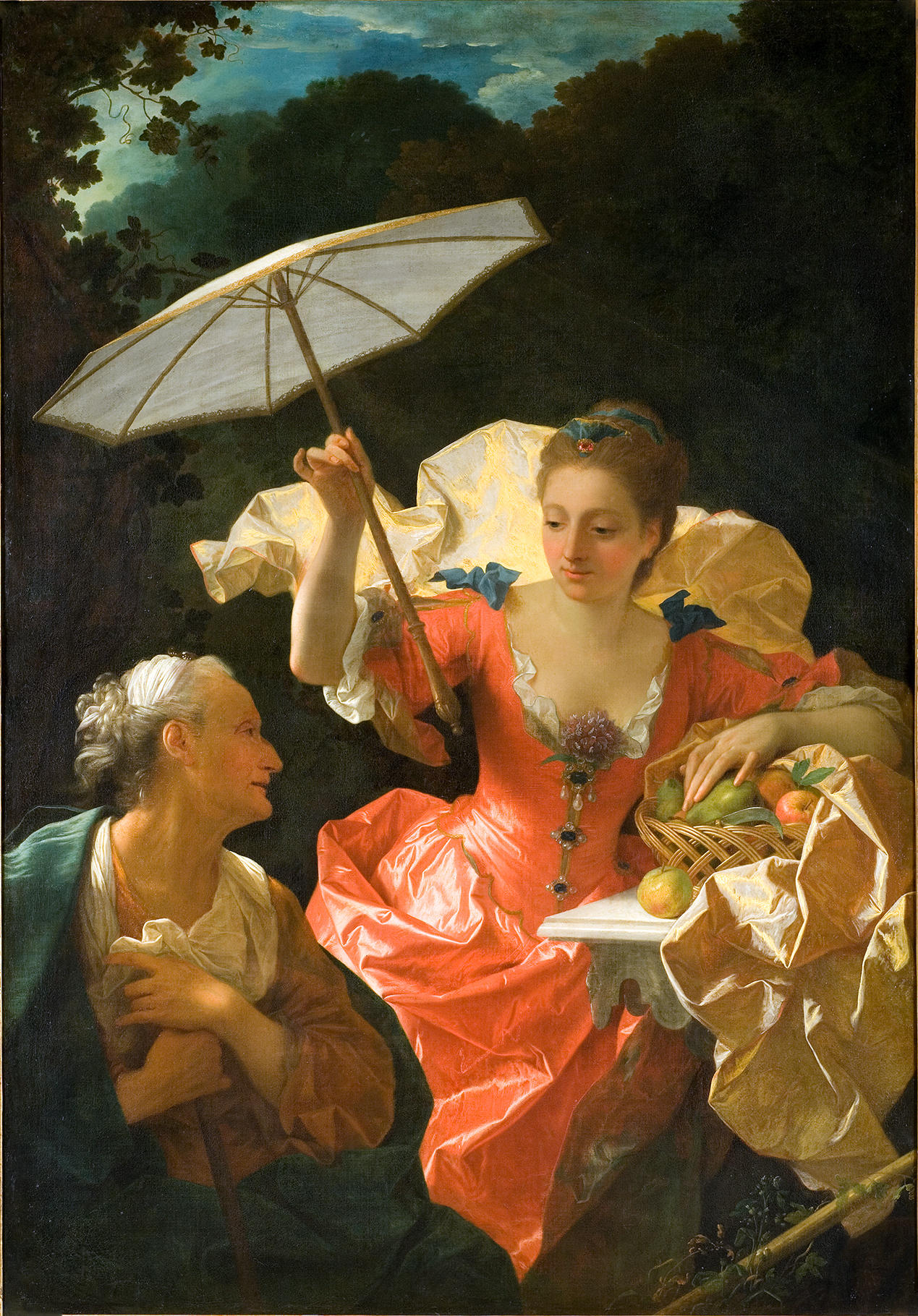
Vertumno y Pomona. Museo Fabre de Montpellier.
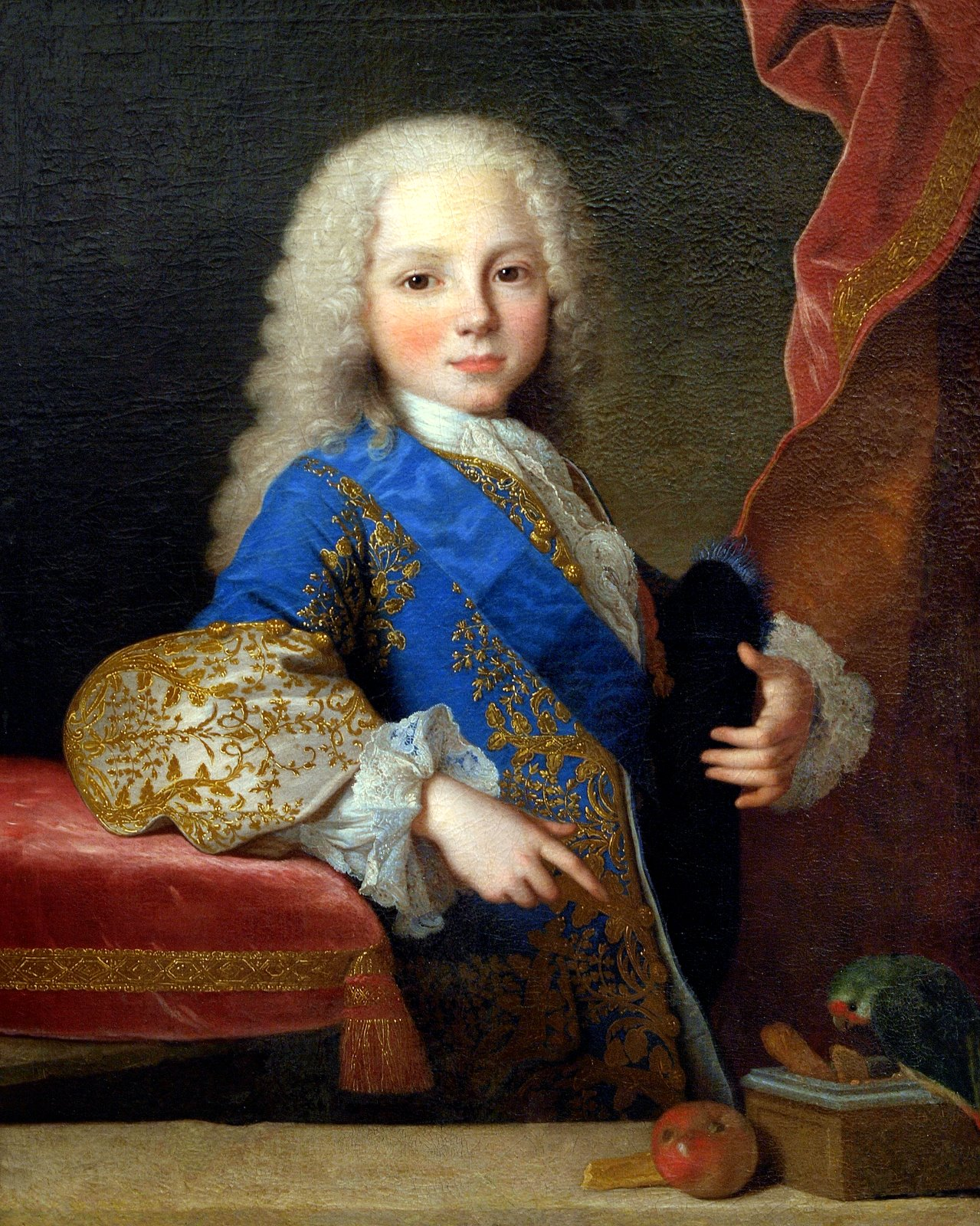
Felipe de Borbón-Parma en su infancia. c.1725. Museo de Bellas Artes de Budapest.
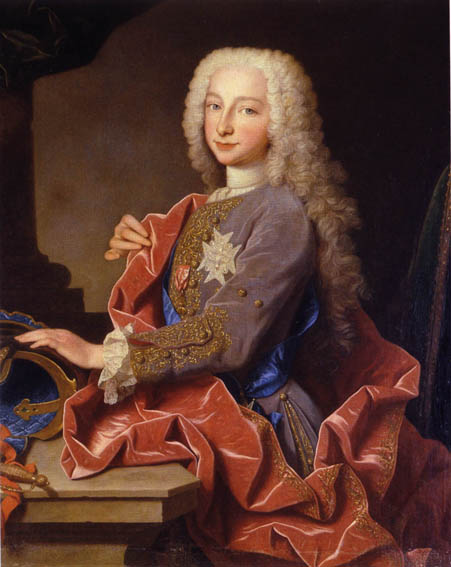
Carlos III de Borbón. 1725. Palacio Real de Madrid.
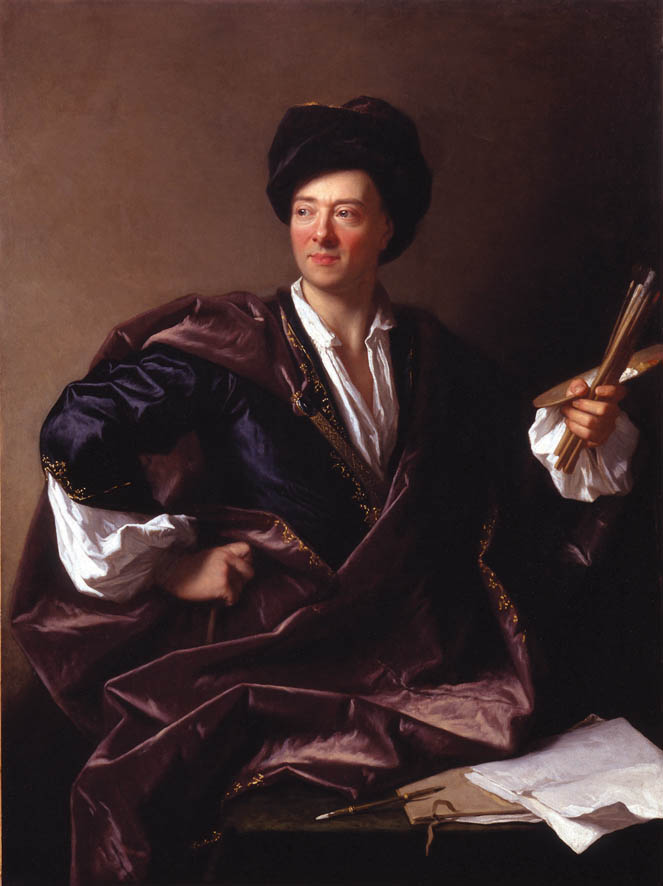
Retrato del pintor François-Alexandre Verdier. 1703. Palacio de Versalles.
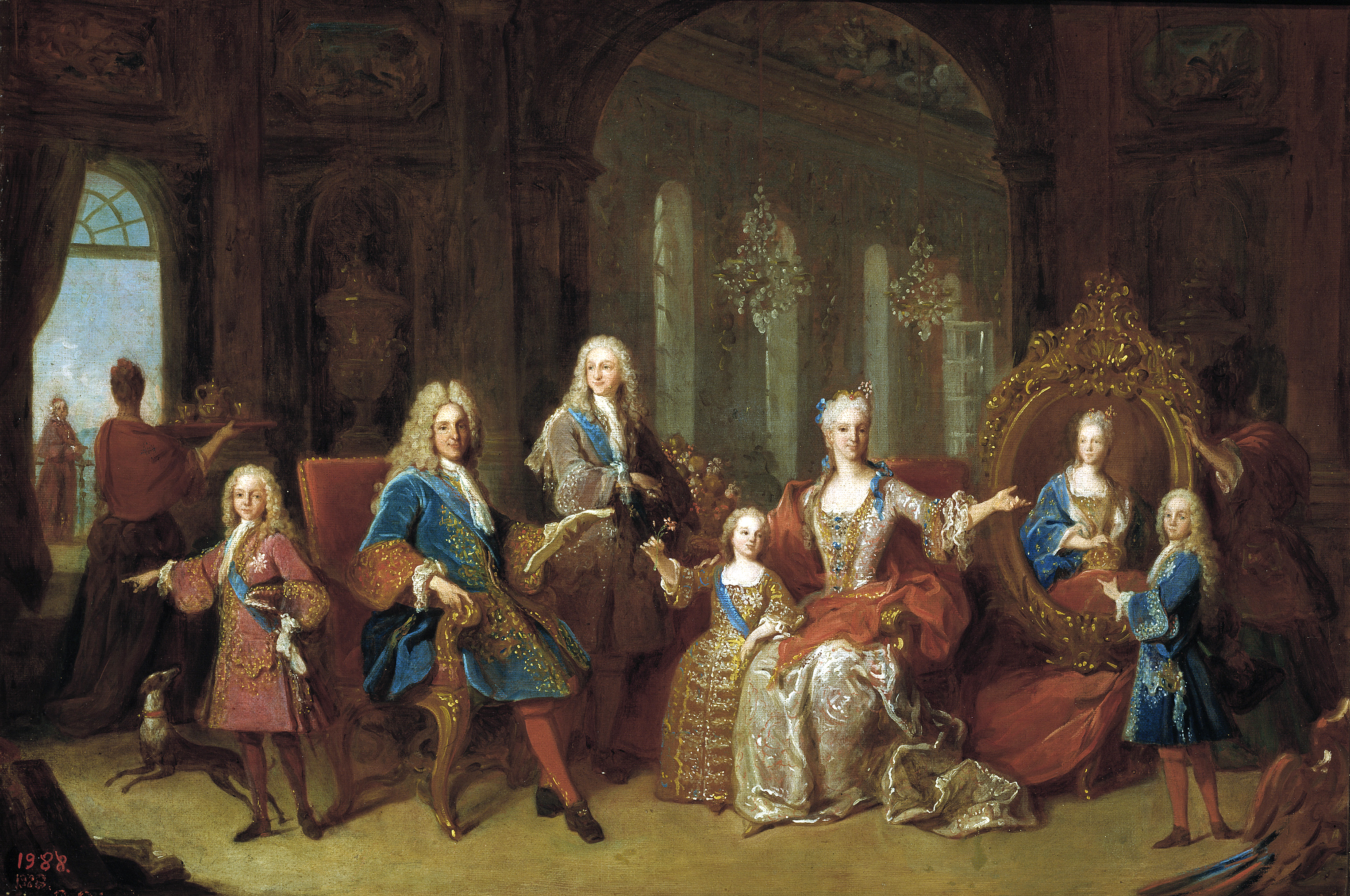
La familia de Felipe V, en 1723. Museo del Prado.

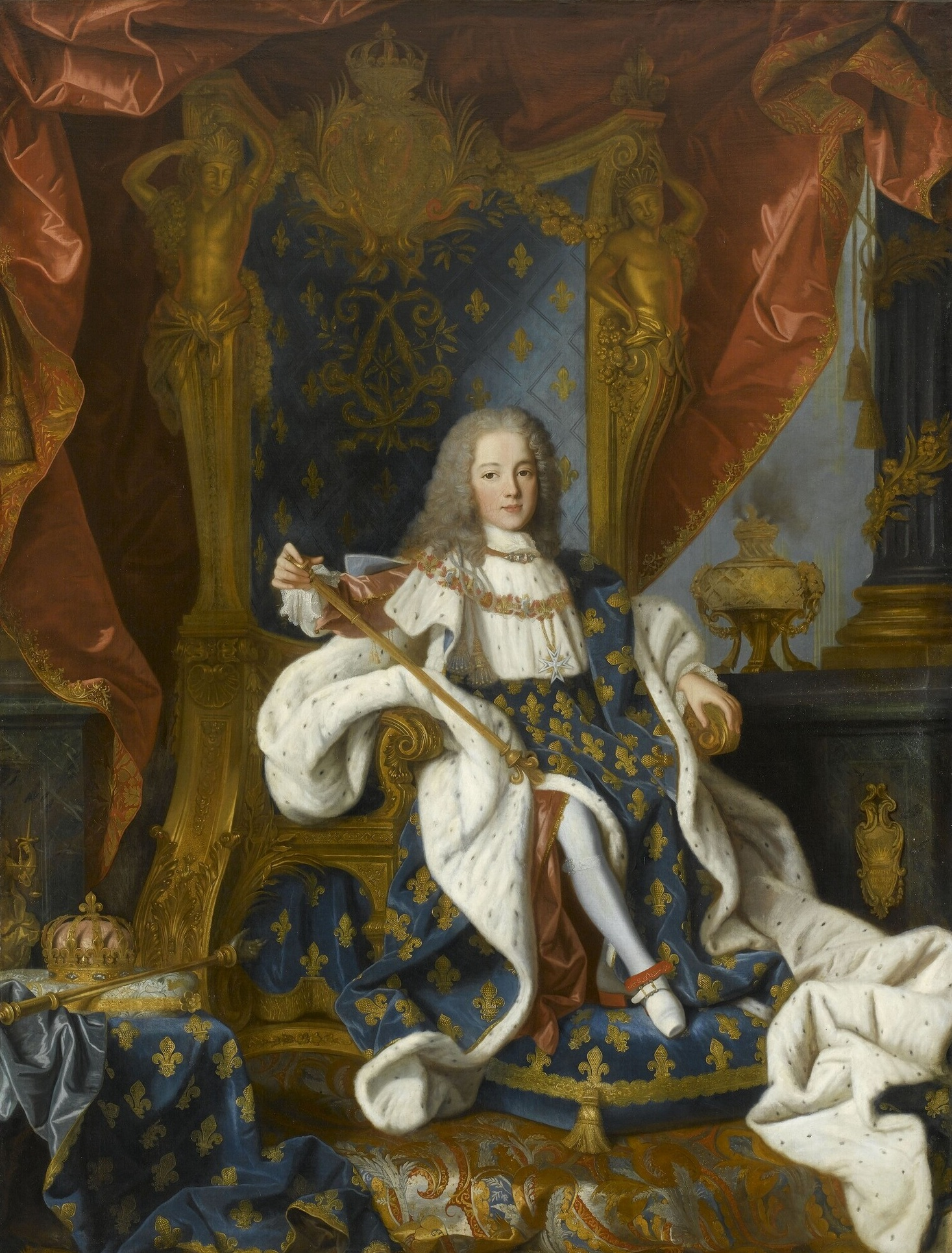
El rey Luis XV de Francia, en 1719. Palacio de Versalles.
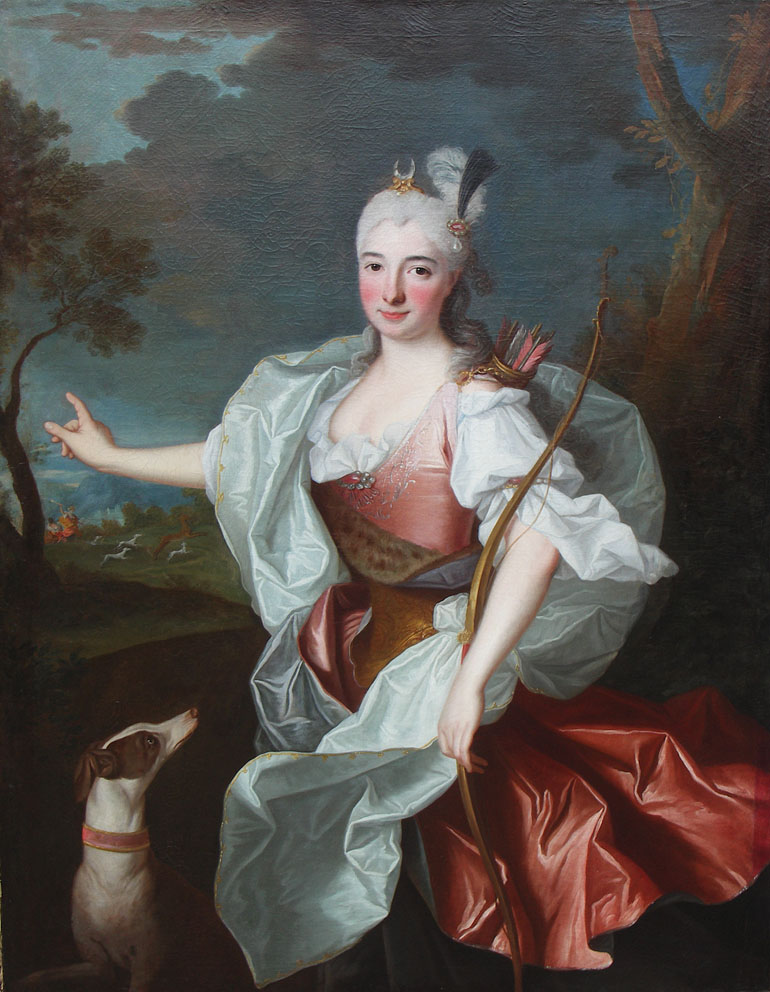
Diana la cazadora, en 1715.
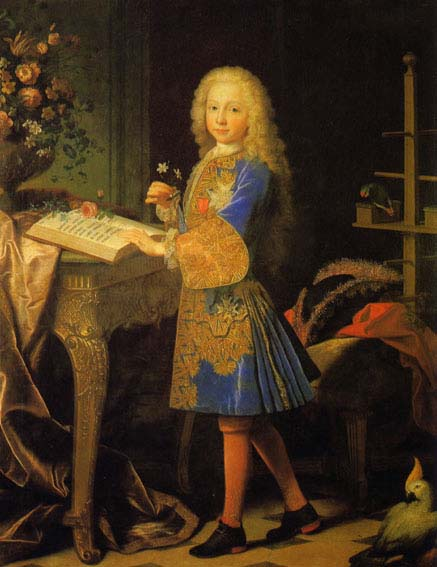
El rey Carlos III de España. c.1724. Museo del Prado.
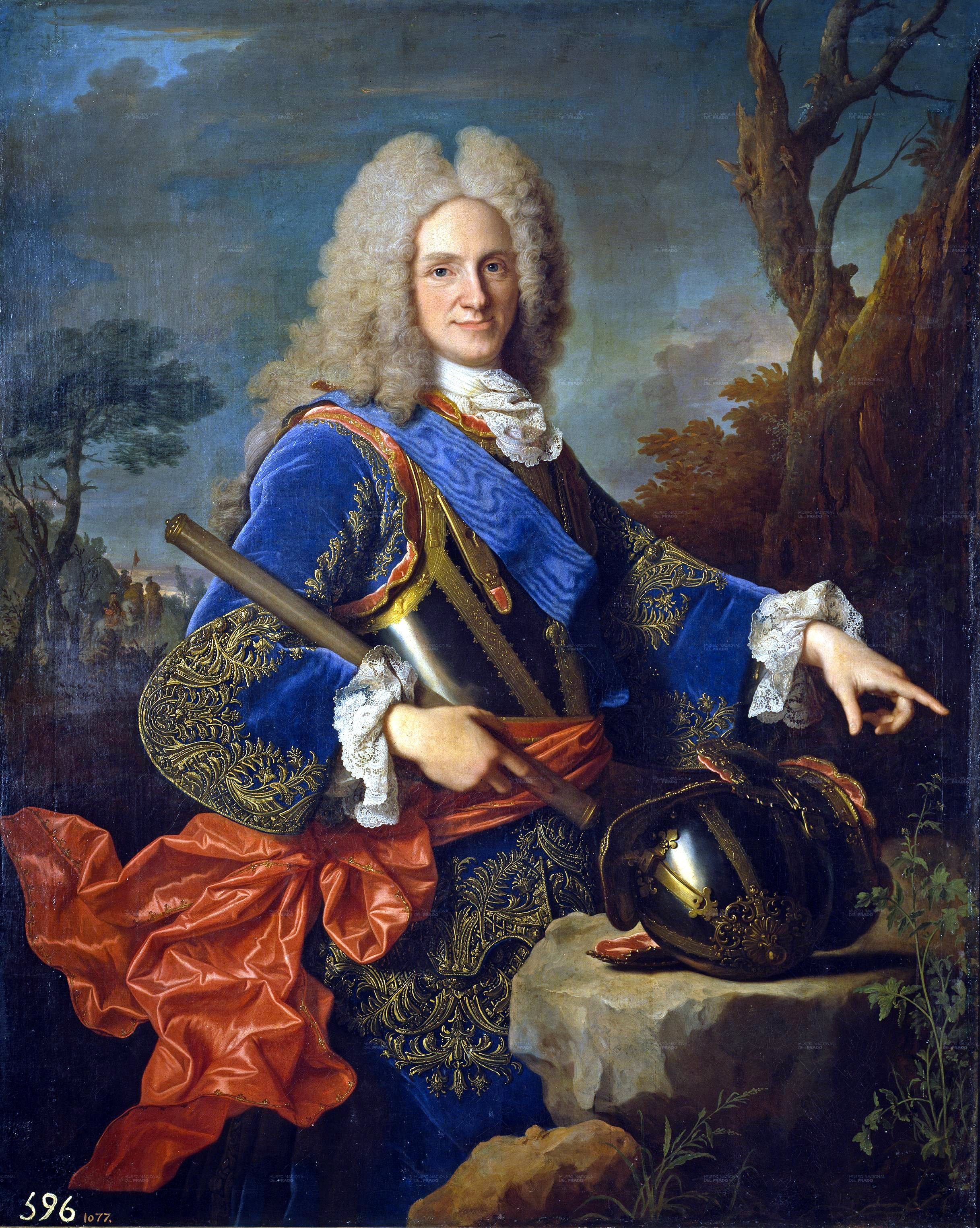
Felipe V en 1723. Museo del Prado.
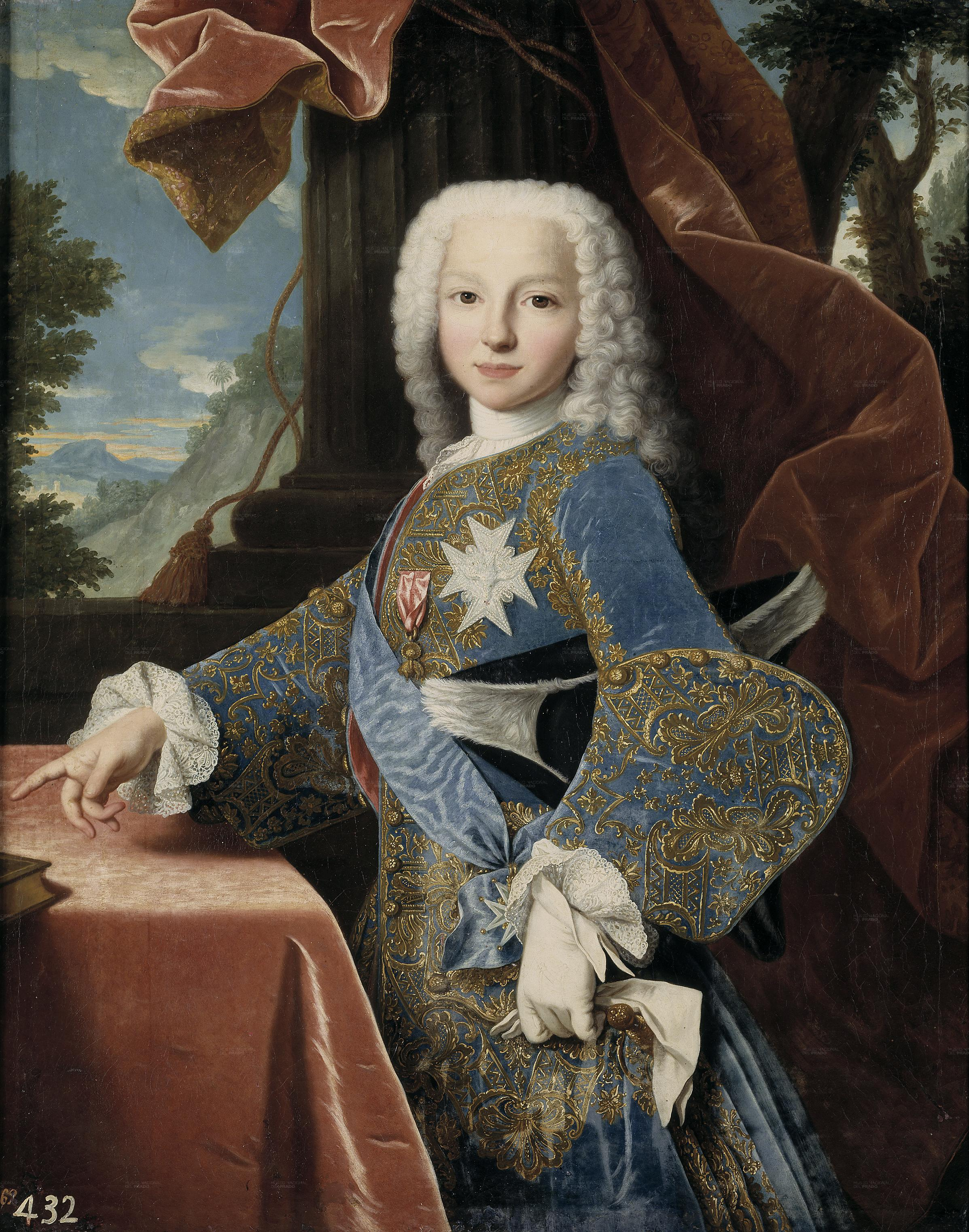
Felipe I de Parma niño.
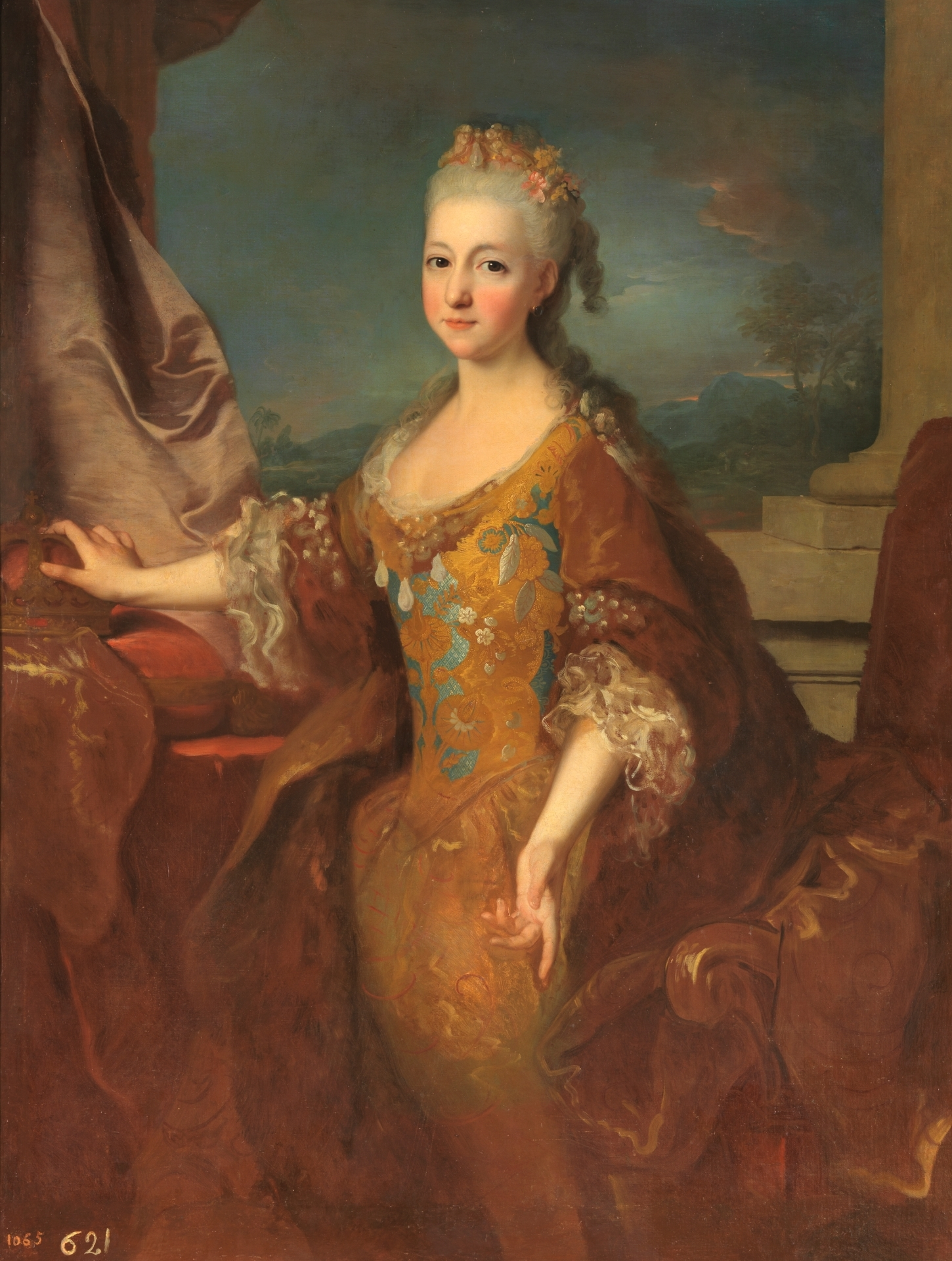
Luisa Isabel de Orleans en 1724. Museo del Prado.

## Enlaces
- Wikimedia Commons alberga una categoría multimedia sobre Jean Ranc.
- Portal:Pintura. Contenido relacionado con Pintura.
- Portal:Biografías. Contenido relacionado con Biografías.

- Datos: Q184669
- Multimedia: Jean Ranc / Q184669